# Communauté (pays de Galles)
Au pays de Galles, une communauté (cymuned en gallois et community en anglais) est, depuis 1996, un échelon administratif local inférieur à une zone principale, type de territoire prenant la forme d’un comté ou d’un borough de comté.
Plus petites entités territoriales de la Nation, comparables aux paroisses d’Angleterre, les communautés (cymunedau en gallois et communities en anglais) couvrent l’ensemble du pays de Galles et sont 878 selon le dénombrement officiel de l’Office for National Statistics. Elles peuvent porter le titre de ville (tref en gallois ou town en anglais) ou celui de cité (dinas en gallois et city en anglais) lorsque l’un de ces statuts municipaux lui a été donné.
Certaines communautés sont administrées par un conseil de communauté (cyngor cymuned en gallois et community council en anglais), voire, dans certains cas, par un conseil de ville (en) ou bien de cité. Organes se composant de membres élus au suffrage universel direct, dits « conseillers de communauté » (cynghorwyr cymunedol en gallois et community councillors en anglais), les conseils sont rattachés à la famille des autorités locales, comme les conseils principaux.

## Histoire

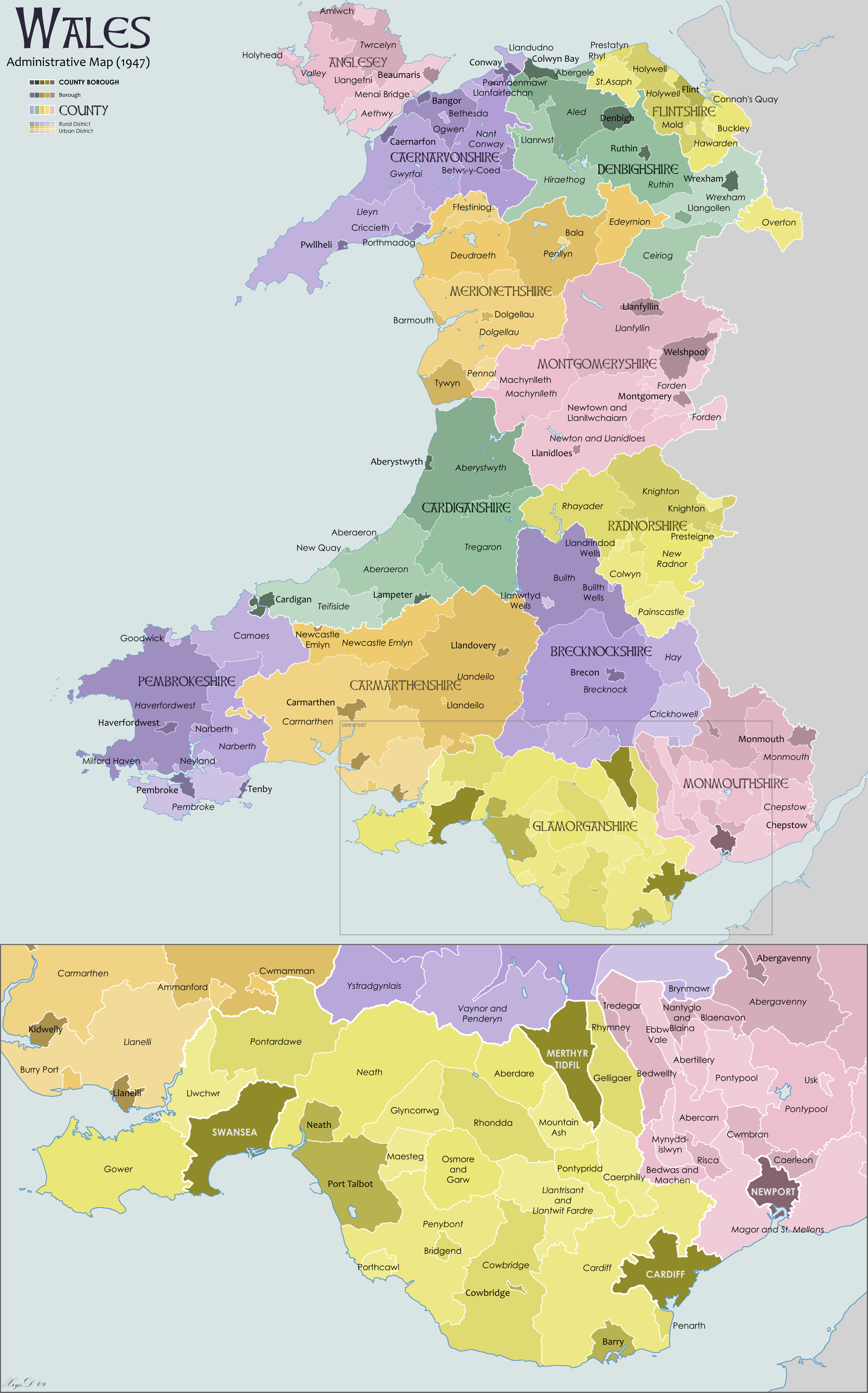
Carte administrative du pays de Galles de 1947.

### Vers une réorganisation du gouvernement local
En Angleterre-et-Galles, la législation institue en 1945 une commission du tracé des limites de gouvernement local (en) (Local Government Boundary Commission en anglais) ayant comme objectif la révision de l’ensemble des zones de gouvernement local, avec, le pouvoir d’altérer les frontières administratives des autorités locales. Son premier rapport, en 1947, propose l’érection simultanée d’un double système administratif : l’un, à deux échelons, avec des comtés et leurs districts, pour une population comprise entre 200 000 et 1 000 000 d’habitants ; l’autre, unitaire, avec des comtés couvrant de grandes villes ou cités potentiellement touchées par une modification de leurs limites, pour une population inférieure à 500 000 habitants. À la suite de l’abrogation de la loi l’ayant instituée, la commission est toutefois dissoute en 1949.
Le Local Government Act 1958 (en) crée de nouvelles commissions de gouvernement local, une (en) pour l’Angleterre, et, une autre (en), pour le pays de Galles. La structure galloise publie son premier document officiel en 1962, rapport dans lequel elle souhaite la réduction du nombre d’entités administratives en fusionnant en particulier des comtés dans l’ouest, le centre et le nord, passant ainsi de 13 à 7 territoires. Cependant, à l’inverse de la procédure prévue par la loi de 1958, le secrétaire d’État annonce en 1967 que le gouvernement fera ses propres propositions.
À partir de 1964, le Gouvernement du Royaume-Uni met en place des comités chargés d’inspecter certains aspects de gouvernement local : l’un, présidé par John Redcliffe-Maud (en), est chargé de considérer les différentes façons pour que le gouvernement local puisse attirer et retenir des représentants élus et des hauts fonctionnaires pour assurer une efficacité optimale ; l’autre, avec George Mallaby à sa tête, doit s’attacher aux méthodes de recrutement des fonctionnaires locaux et aux changements à opérer au sein des autorités locales pour rendre les meilleurs services possibles. Leurs rapports, publiés en 1967, proposent une réorganisation radicale des autorités locales en interne, et, un lien plus étroit entre les conseils et les administrés.
Un premier projet est présenté dans un papier blanc en 1967 : il prône un pays de Galles avec 3 boroughs de comté, 6 comtés et 36 districts au sein de ces derniers. En 1970, un autre papier blanc s’intéresse particulièrement à la réorganisation du gouvernement local dans le Glamorgan et le Monmouthshire, avec, à leurs places, 3 autorités unitaires proposées : la première, autour de Swansea, avec l’ouest du Glamorgan ; la deuxième, autour de Cardiff et de l’est du Glamorgan ; et la dernière, autour de Newport. L’alternance gouvernementale enterre ces projets.

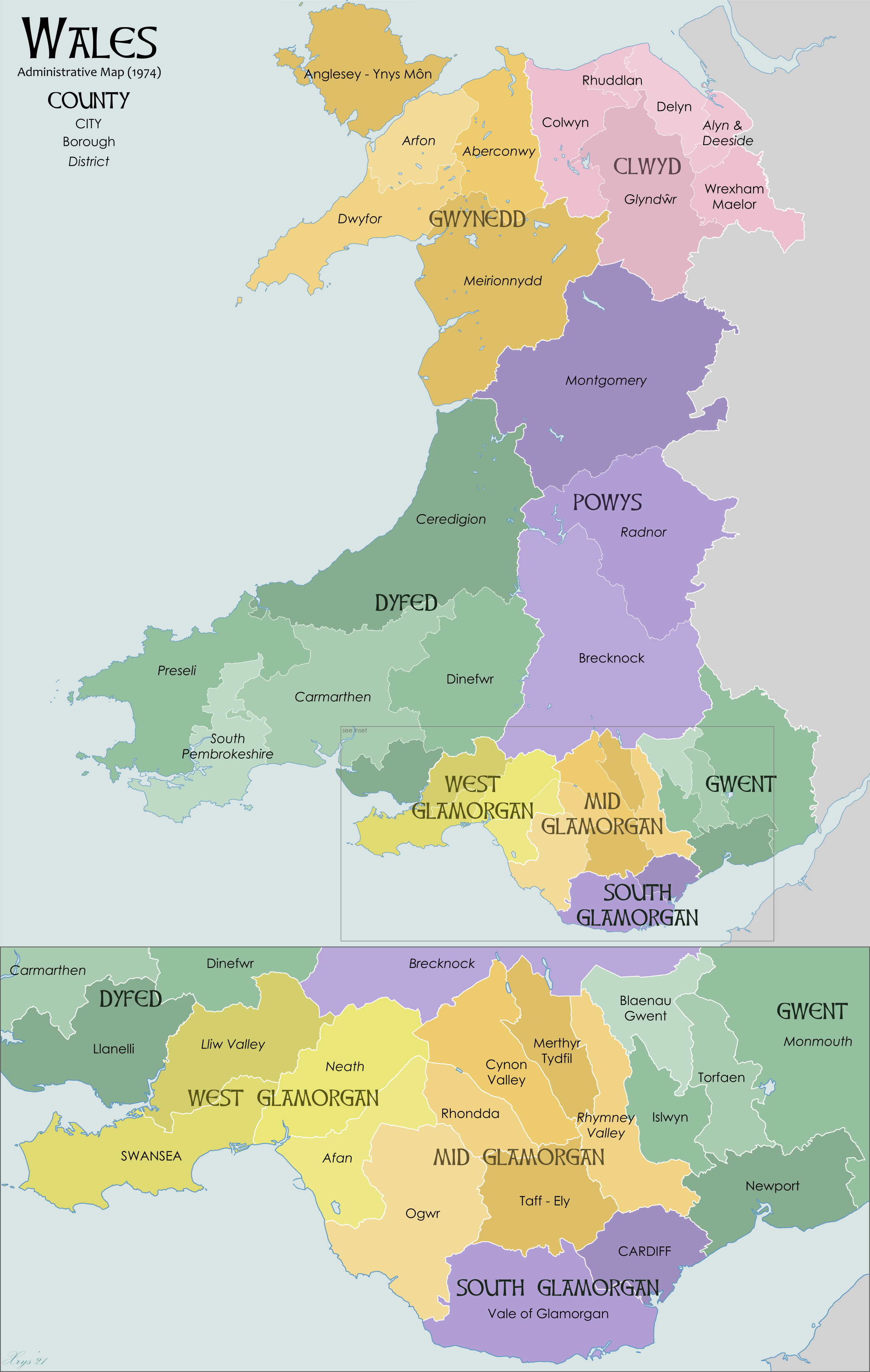
Organisation territoriale du pays de Galles à deux échelons à la suite de la loi de 1972.

En 1971, un nouveau document consultatif est publié : The Reform of Local Government in Wales. Celui-ci recommande une organisation uniforme du gouvernement local au pays de Galles, avec des responsabilités divisées entre un petit nombre de conseils de comté et un plus grand nombre de conseils de district. En plus de ces derniers, le document y ajoute des conseils de communauté au niveau des paroisses rurales et, lorsque les résidents locaux le souhaiteraient, des territoires urbains également.

### Création des communautés au pays de Galles en 1974
Alors qu’il institue un double échelon de gouvernement local au pays de Galles au 1er avril 1974, le Local Government Act 1972 érige également des territoires, connus comme des « communautés » (communities en anglais, community au singulier), au sein de chaque district (district en anglais), entité de niveau inférieur comprise au sein d’un comté (county en anglais). Parallèlement, la loi abolit les anciennes formes de gouvernement local en vigueur au moment de sa publication, c’est-à-dire, tous les comtés administratifs, boroughs, districts urbains (en) et ruraux (en), ainsi que les paroisses urbaines et rurales.
Quatre cas d’érection sont prévus par la loi de 1972 :
- le territoire de chaque borough préexistant devient au 1er avril 1974 une communauté du district dans lequel elle est comprise qui prend le même nom que celui de l’ancien borough ;
- le territoire de chaque district urbain préexistant entièrement compris dans un district devient au 1er avril 1974 une communauté de celui-ci qui prend le même nom que celui de l’ancien district urbain ;
- le territoire de chaque paroisse rurale préexistante devient au 1er avril 1974 une communauté du district dans laquelle elle est comprise et prend le même nom que celui de l’ancienne paroisse rurale ;
- et les autres territoires modifiés nominativement par un tableau annexé à la loi, à savoir : Bedwellty (en)[b], dans le district d’Islwyn ; Bedlinog[c], dans celui de Merthyr Tydfil ; New Tredegar[d], Caerphilly[e] et Gelligaer[f], dans celui de la Rhymney Valley ; enfin, Taff’s Well[g], dans celui de Taff-Ely.

Ainsi, au 1er avril 1974, le maillage territorial entre en vigueur : 7 comtés et 36 districts sont créés au pays de Galles. La loi de 1972 a pour conséquence d’abroger le système unitaire en vigueur dans les boroughs de comté, c’est-à-dire Cardiff, Merthyr Tydfil, Newport et Swansea. Ces derniers, devenus districts, relèvent tous d’un comté.

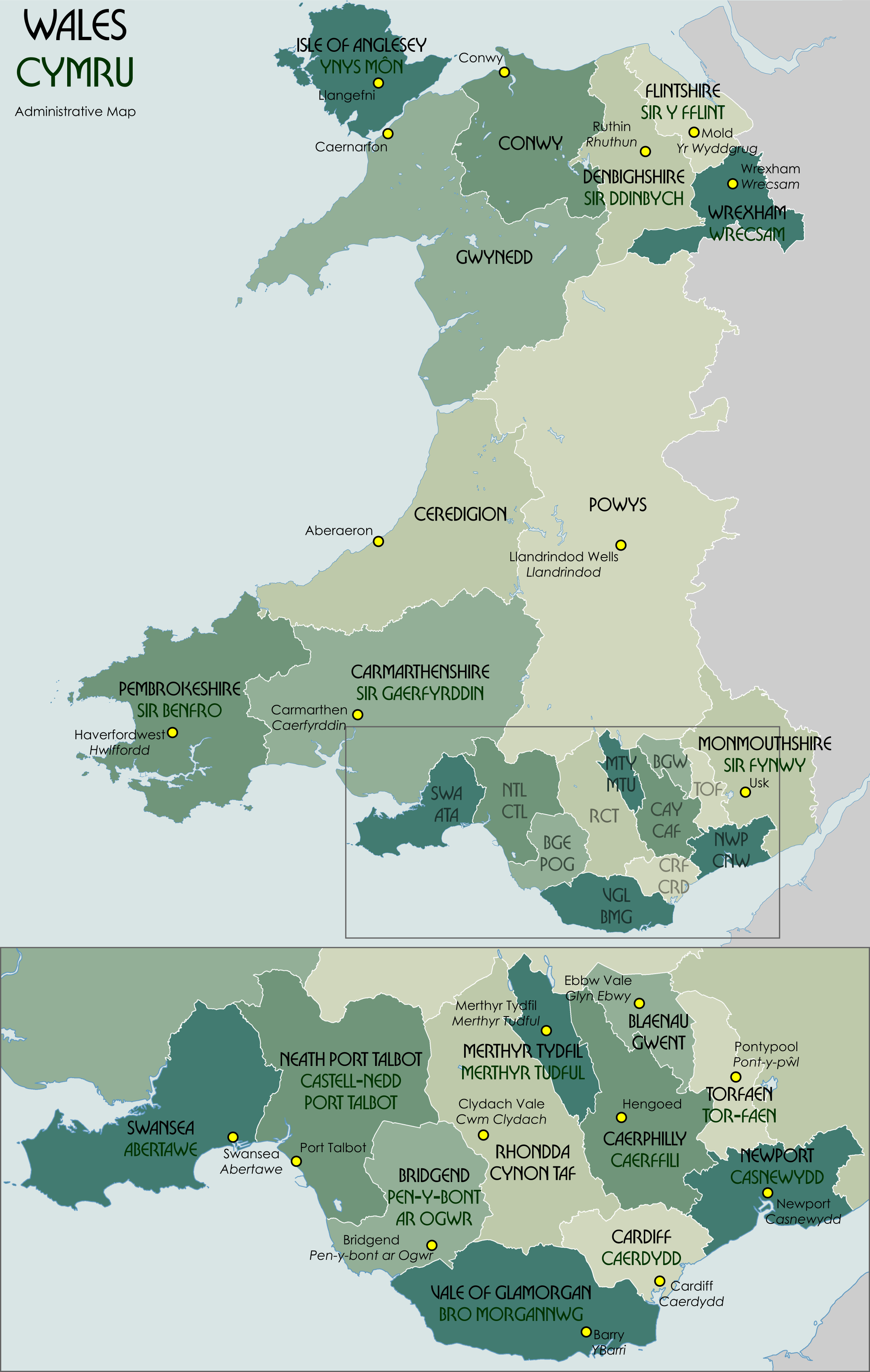
Organisation du pays de Galles depuis la réorganisation de 1996.

### Nouvelle réorganisation territoriale en 1996
En 1991, David Hunt, le secrétaire d’État pour le Pays de Galles, lance un processus de réflexion sur le maillage administratif gallois à travers la publication d’un document consultatif, le Structure of Local Government in Wales. S’appuyant sur des associations d’autorités locales, il y prône la suppression d’un échelon territorial afin de créer de nouvelles autorités unitaires. Par ailleurs, il y indique que le « Gouvernement croit que les conseils de communauté et de ville peuvent jouer un rôle dans le maintien d’une démocratie locale en forme » et souhaite leur attribuer de nouvelles responsabilités s’ils le souhaitent.
Le 1er mars 1993, le gouvernement publie un papier plan, dit Local Government in Wales: A Charter for the Future en anglais et Llywodraeth Leol yng Nghymru: Siarter ar Gyfer y Dyfodol en gallois. Il y propose une réorganisation du maillage administratif à 21 entités territoriales prenant la forme du comté dans les zones plus rurales et de borough de comté dans celles plus urbaines. Le nom de chaque autorité locale doit être spécifié dans les deux langues, anglais et gallois, avec la même valeur officielle. Plusieurs parties du papier blanc traitent du rôle représentatif des conseils de communauté, de leurs prestations de services, leurs régimes de trésorerie, leurs modalités d’élection ainsi que de la possibilité de dissolution de ces structures locales,.
À la suite du Local Government (Wales) Act 1994, un nouveau maillage de gouvernement local est opéré au pays de Galles à partir du 1er avril 1996. Selon la loi, seules les zones principales et les communautés constituent des « zones de gouvernement local » (local government areas en anglais). De même, leurs organes délibérants, dits conseils de communauté, sont considérés comme des autorités locales, comme les conseils principaux.

### «Territorialisation» des compétences de gouvernement local à partir de 2007
Le Government of Wales Act 2006 « territorialise » les compétences en matière d’administration locale du Parlement du Royaume-Uni vers l’Assemblée galloise à partir de 2007. Ainsi, cette dernière prend deux mesures (type d’acte réglementaire) modifiant la législation sur le gouvernement local au pays de Galles : la Local Government (Wales) Measure 2009 et la Local Government (Wales) Measure 2011. À la suite de l’adoption d’un référendum dévolutionnel, elle obtient en 2011 la possibilité de légiférer de son propre chef, en particulier dans le domaine du gouvernement local, ce qu’elle fait par le biais de plusieurs lois, dont le Local Government Byelaws (Wales) Act 2012, le Local Government Democracy Wales Act 2013 ou encore le Local Government (Wales) Act 2015, pendant sa quatrième mandature.
Alors que le secrétaire d’État pour le Pays de Galles exerce de nombreuses fonctions en matière de gouvernement local au sens de l’acte de 1972, la majorité d’entre elles sont confiées aux Ministres gallois en ce qui concerne le pays de Galles à la suite de la dévolution des pouvoirs. Néanmoins, les communautés sont soumises à certaines dispositions liées à des lois du Parlement du Royaume-Uni, en particulier, le Local Government Act 2000 (en) sur le bien-être économique, social ou environnement, ou encore, le Local Government Finance Act 1992 (en) sur les sources de financement des conseils de communauté dits « perception » (praesept en gallois et precept en gallois) de la taxe de conseil,.
Au début des années 2020, en plus du Local Government (Wales) Act 1994, la législation la plus significative touchant les communautés est la mesure de 2011. Par ailleurs, le Gouvernement gallois est à l’origine d’un décret de 2008 — le Gorchymyn Awdurdodau Lleol (Cod Ymddygiad Enghreifftiol) (Cymru) 2008 en gallois et le Local Authorities (Model Code of Conduct) (Wales) Order 2008 en anglais — érigeant un code sur la conduite des conseillers de communauté,.

## Fonctionnement

### Administration

#### Réunions de communauté
Les électeurs de gouvernement local pour une communauté sont convoqués pour siéger dans une « réunion de communauté » (cyfarfod cymunedol en gallois, et, community meeting en anglais) afin de discuter des affaires de communauté et d’exercer des fonctions prescrites par la législation. À l’occasion d’une rencontre de ces électeurs, une réunion de communauté peut demander à ce qu’un conseil de communauté soit opérationnel ou bien dissous à l’échelle de la communauté. Ce type d’administration est érigé par le Local Government Act 1972 dans la continuité de la « réunion de paroisse » (parish meeting en anglais) et maintenu par le Local Government (Wales) Act 1994,.
Le nombre d’électeurs de gouvernement local permettant de conduire à une réunion de communauté est fixé à 30 % de l’électorat à l’échelle de la communauté ou bien, s’il excède 300, à 300 électeurs.

#### Conseils de communauté

##### Assemblées de communautés uniques

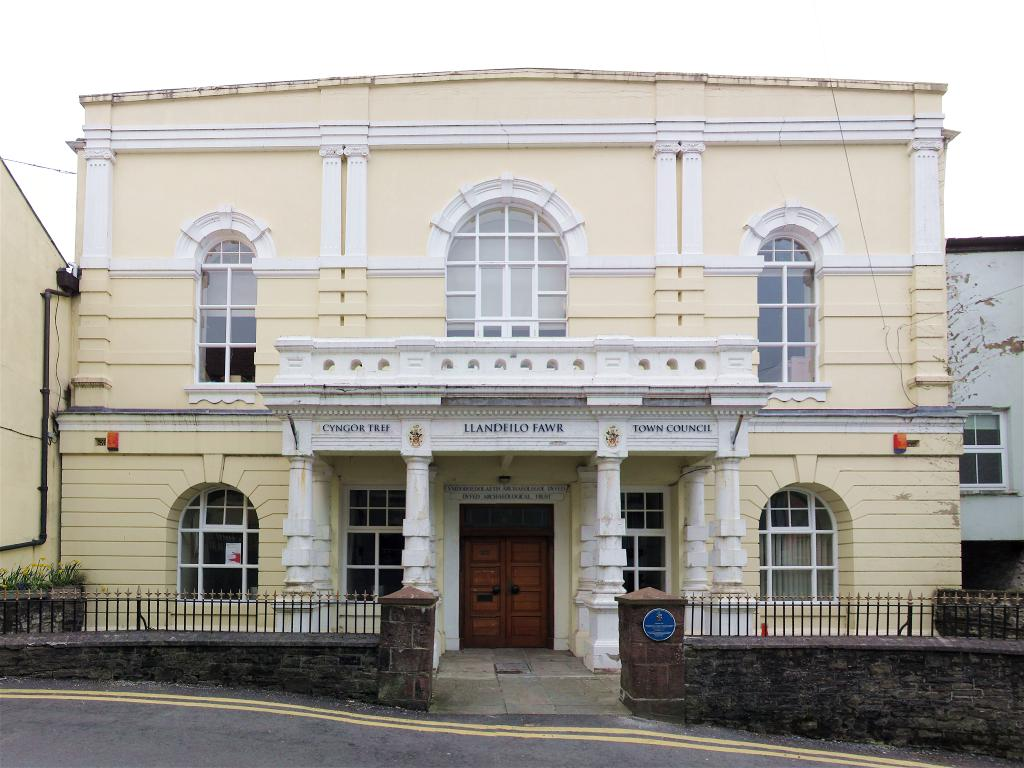
L’hôtel de ville de Llandeilo (photographie de 2013), siège d’un conseil de communauté, avec, en variantes, les noms de l’assemblée en anglais et en gallois.

La loi de 1972 prévoit qu’un conseil de communauté (cyngor cymuned en gallois, et, community council en anglais) peut être mis en place au 1er avril 1974 à l’échelle de certaines communautés à la demande de conseils préexistants, à l’exception de ceux des boroughs de Cardiff, Merthyr Tydfil, Newport, Port Talbot, Rhondda et Swansea. Dotée de conseillers de communauté et d’un président élu annuellement parmi ceux-ci, la communauté peut être divisée ou non en sections électorales ; les scrutins renouvelant les conseils de communauté se tiennent tous les quatre ans à partir de 1979, l’élection inaugurale étant prévue pour 1974.
Les conseils de communauté en vigueur au 1er avril 1996 sont maintenus après cette date par le Local Government (Wales) Act 1994.

##### Assemblées de communautés rassemblées
La loi offre la possibilité à des communautés situées au sein d’une même zone principale de se grouper sous l’administration d’une assemblée partagée, dite « conseil de communauté commun » (cyngor cymuned cyffredin en gallois, et, common community council en anglais). Pour ce faire, une réunion de communauté doit émettre une requête auprès du conseil principal, qui, à l’issue de la procédure, formule un décret érigeant le conseil de communauté commun. Ce dernier ne peut prétendre au statut de ville.

### Dénominations

#### Changements de nom
Avant 1996, tout changement de nom de communauté est préalablement soumis à une requête d’un conseil de communauté, ou, en l’absence de celui-ci, à une requête d’une réunion de communauté. Celles-ci doivent être approuvées par le conseil de district duquel la communauté dépend pour prendre force. La loi de 1994 maintient cette possibilité, mais la donne au conseil principal à la place de celui de district, avec, toutefois, l’obligation de publier une seconde dénomination officielle selon la forme alternative du nom de la communauté en anglais ou en gallois,.

#### Double forme dans les langues officielles
Le Local Government (Wales) Act 1994 prescrit une double appellation pour chaque communauté. Cette disposition s’applique si le nom de la communauté est uniquement sous une forme anglophone, ou bien, sous une forme galloise, et si et seulement s’il existe une version alternative de cette dénomination, qu’elle soit galloise ou anglaise. Pour ce faire, chaque conseil principal doit prendre des mesures dénominatives d’ici le 1er octobre 1997.

### Compétences
Le Local Governement Act 1972 stipule que le conseil de communauté exerce les fonctions qui lui sont investies par cette loi et par d’autres. Un rôle consultatif est attribué aux conseils de communauté auprès des conseils principaux par la loi de 1994,.
Avant la réorganisation de 1996, les conseils exercent des fonctions de plusieurs natures. D’abord, ils ont la possibilité (et non l’« obligation », donnée aux autorités principales) de fournir ou maintenir des équipements à leurs communautés ou, à défaut, d’y contribuer. Ces équipements (facilities en anglais) couvrent divers services : jardins communautaires, installations sportives, salles communautaires, parcs de stationnement hors voirie, aubettes et trottoirs. Aussi, les assemblées des communautés sont les porte-voix des habitants et, en tant que tels, ils peuvent jouer un rôle primordial dans le processus d’urbanisme et doivent, s’ils le souhaitent, être notifiés des permis de construire octroyés dans leurs territoires.
Dans les années 2000, les conseils de communauté promeuvent un certain nombre de services publics et de commodités. A minima, ces compétences incluent la responsabilité des panneaux routiers, tableaux d’affichage, bancs publics, aubettes et monuments commémoratifs de guerre. Les conseils plus importants peuvent fournir un nombre plus grand des commodités (centres de communauté, lieux de loisir couverts, par exemple) tout en proposant une gamme plus étendue d’équipements. Ils ont également la possibilité de lancer des initiatives innovantes sur des sujets locaux spécifiques, à l’instar du centre de ressources communautaires développé par le conseil de communauté d’Offa.

## Typologie

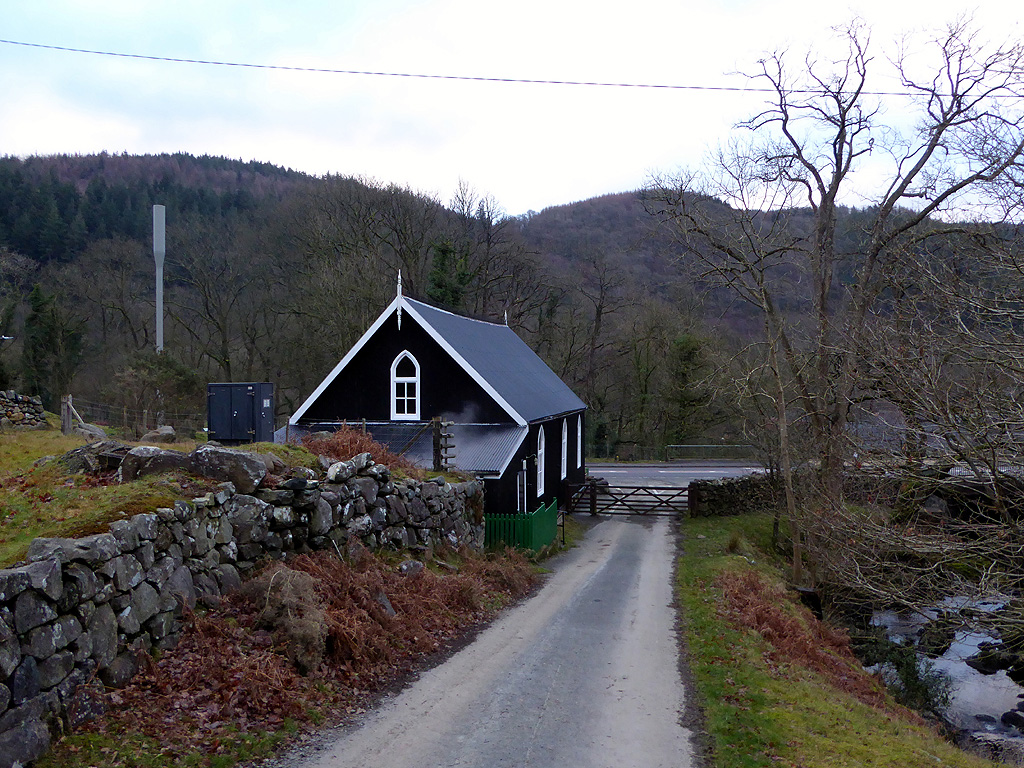
L’« hôtel de village » (photographie de 2019), siège du conseil de communauté de Ganllwyd stop, dans le Gwynedd.

L’Association de gouvernement local galloise (en) recense 735 communautés dotées d’une assemblée délibérante, portant à environ 8 000 le nombre de conseillers de communauté au pays de Galles. Le Pays de Galles d’une seule voix (« One Voice Wales » en anglais et « Un Lais Cymru ») est la principale organisation représentative des conseils de communauté.
Parmi les communautés, on distingue :
- les communautés dotées d’une assemblée, et, parmi celles-ci :
  - les communautés admettant un conseil de communauté, à savoir :
    - celles de droit commun,
    - celles traitées de villes,
    - ou encore celles portant le titre de cité,

  - les communautés regroupées au sein d’un conseil de communauté commun ;
- les communautés sans conseil et non regroupées.

### Communautés dotées d’un conseil

#### Communautés dotées d’une assemblée et non regroupées

##### Communautés sans statut cérémoniel
La majorité des communautés dotées d’un conseil n’admet pas de statut cérémoniel spécifique.

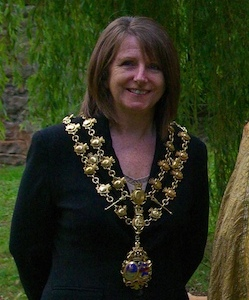
Ann Were (photographie de 2010), maire de Monmouth, portant la chaîne municipale du conseil de ville.

##### Villes
Il n’existe pas de recensement précis des communautés traitées de villes (trefi en gallois et towns en anglais) au pays de Galles. Elles seraient plus d’une centaine.
Depuis 1996, leur statut est régulé par la section 245A du Local Government Act 1972, modifié par le Local Government (Wales) Act 1994. Pour l’obtenir, une résolution d’un conseil de communauté doit statuer que la communauté ait le statut de ville. À l’issue du processus, l’autorité porte le titre de « conseil de ville » (Cyngor Tref en gallois et Town Council en anglais) à la suite du nom de la communauté ; le président du conseil de ville est traité de « maire de ville » (maer y dref en gallois et town mayor en anglais) et son suppléant de « vice-maire de ville » (dirprwy faer y dref en gallois et deputy town mayor en anglais).
Entre 1974 et 1996, le statut de ville est le même que celui en vigueur pour les paroisses d’Angleterre, selon la section 245 de la loi de 1972. Soumis à une résolution du conseil, il permet à la communauté de porter la qualification de ville, au président et au vice-président de l’assemblée d’être respectivement connus comme le maire de ville et le vice-maire de ville, et à la réunion de communauté d’être traitée de réunion de ville.

##### Cités
En 1969, le bureau de l’Intérieur accepte que Bangor, Saint-Davids et Saint-Asaph puissent faire usage de la qualité de « cité » en raison de droits anciens par prescription, mais, cette possibilité est impossible à confirmer pour le département ministériel.
S’agissant des communautés au pays de Galles, le statut de cité est régulé par la section 245 du Local Government Act 1972. Le dixième alinéa de la section indique que toute provision octroyée sous prérogative royale, en particulier, l’attribution du titre de cité, a un effet sur les dispositions statutaires.
En plus du statut de cité, les communautés peuvent disposer d’une charte royale d’érection en corporation municipale. Dans chacune, leurs dénominations officielles y sont reprises, ainsi que les qualités attribuées aux dirigeants de leurs conseils. Généralement, le terminologie de « conseil de cité » (Cyngor Dinas en gallois et City Council en anglais) est utilisée à la suite du nom de la communauté dans les communications publiques des conseils de cité. À défaut, celle de « conseil de la cité de [nom de la communauté] » lui est préférée (City of [nom de la communauté] Council en anglais). Les assemblées sont dirigées, comme pour les villes, par des maires et des vices-maires.

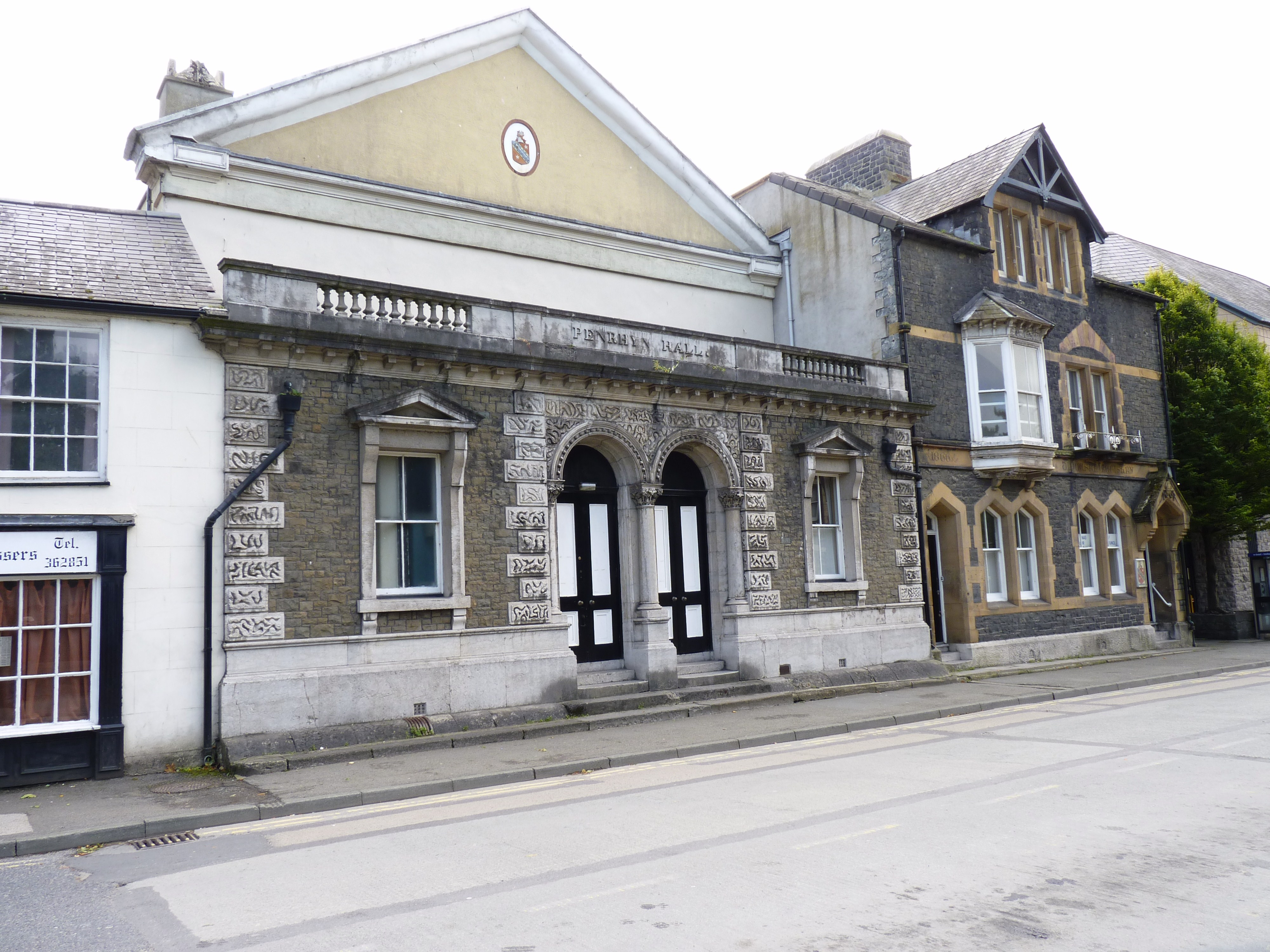
L’hôtel de Penrhyn (photographie de 2011), siège de l’assemblée locale de Bangor, première communauté traitée de cité au pays de Galles.

Seules trois communautés sont dotées du statut de cité au pays de Galles : 
- Bangor[i 6], par lettres patentes du 1er avril 1974, statut initialement accordé au conseil de ville en 1883 (avec une charte royale disparue)[g 1],[8] ;
- Saint Asaph / Llanelwy[i 7], par lettres patentes du 1er juin 2012[j], dans le cadre de la compétition pour obtenir l’octroi du statut pendant le jubilé de diamant d’Élisabeth II, après avoir tenté de l’obtenir pour le millénaire en 2000 et pour le jubilé d’or en 2002, alors que le conseil dispose d’une charte royale depuis 1995[g 2],[9],[10] ;
- et St Davids / Tyddewi[i 8], par lettres patentes du 16 septembre 1994[k], afin de marquer son rôle dans l’héritage chrétien (avec une charte royale[l]), alors que des chartes médiévales auraient été préalablement octroyées aux habitants mais qu’elles auraient disparu ou été détruites[g 3],[μ],[11].

#### Communautés regroupées
Découlant de la loi de 1972, le regroupement volontaire de communautés au sein d’un conseil commun a été suivi par plusieurs entités, dont le conseil de Cwm, Waen and Tremeirchion, dans le Denbighshire.

### Communautés sans conseil et non regroupées
Par opposition aux communautés dotées d’un conseil, il existe 115 communautés sans conseil selon une publication de l’institut de géographie et de sciences de la Terre de l’université du pays de Galles à Aberystwyth d’août 2003. Cet article universitaire précise que les communautés sans conseil représentent plus de la moitié de la population dans les comtés de Cardiff et Swansea et dans les boroughs de comtés de Merthyr Tydfil, Newport et Rhondda Cynon Taf, et, environ un tiers des habitants dans les boroughs de comté de Blaenau Gwent, Caerphilly et Neath Port Talbot.
Ce type de communautés est administré directement par le conseil principal auquel chaque communauté est rattachée. Dans le cadre d’une réunion de communauté convoquant les électeurs de la communauté, certaines compétences particulières concernant les affaires de la communauté peuvent être exercées selon la législation.

## Révisions des limites territoriales des communautés

### Découpage communautaire initial prévu par la loi de 1972

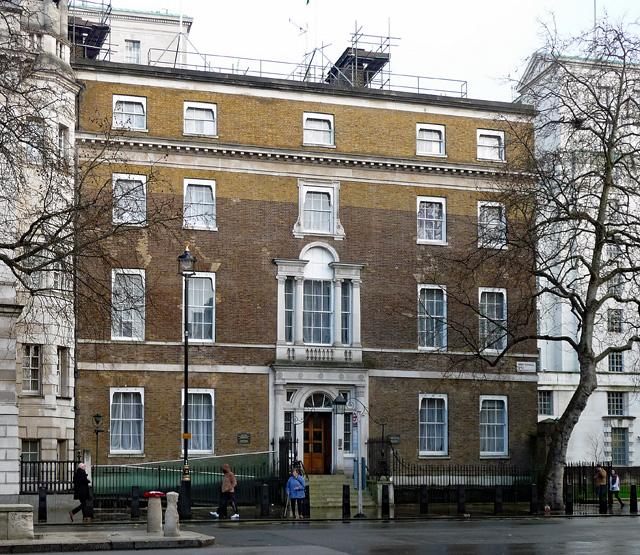
Gwydyr House, siège des départements ministériels du Gouvernement du Royaume-Uni chargés du pays de Galles à Whitehall, dans la cité de Westminster.

Dans un premier temps, la loi de 1972 charge la commission du tracé des limites de gouvernement local pour le pays de Galles de conduire un processus de « révisions initiales au pays de Galles » à partir du 1er avril 1974, avec, notamment, un mécanisme particulier s’agissant des communautés dit special community review (littéralement, la « révision spéciale de communauté »). Ainsi, à son sens, la commission doit formuler des propositions « désirables dans l’intérêt d’un gouvernement local efficace et pratique » par le biais de différents moyens, dont : l’altération d’une communauté ; la constitution d’une nouvelle communauté, par la fusion d’anciennes communautés entre elles, ou, par le rapprochement de parties de communautés, ou encore, par l’érection d’une communauté à partir d’une portion de territoire d’une autre ; l’abolition d’une communauté et la répartition de son territoire entre différentes communautés. De plus, la commission doit également statuer sur la constitution ou non d’un conseil de communauté à l’échelle de chaque communauté.
À la suite de la remise du rapport de la révision spéciale de communauté, le secrétaire d’État pour le Pays de Galles est tenu de rédiger un décret donnant force de loi aux propositions de la commission.

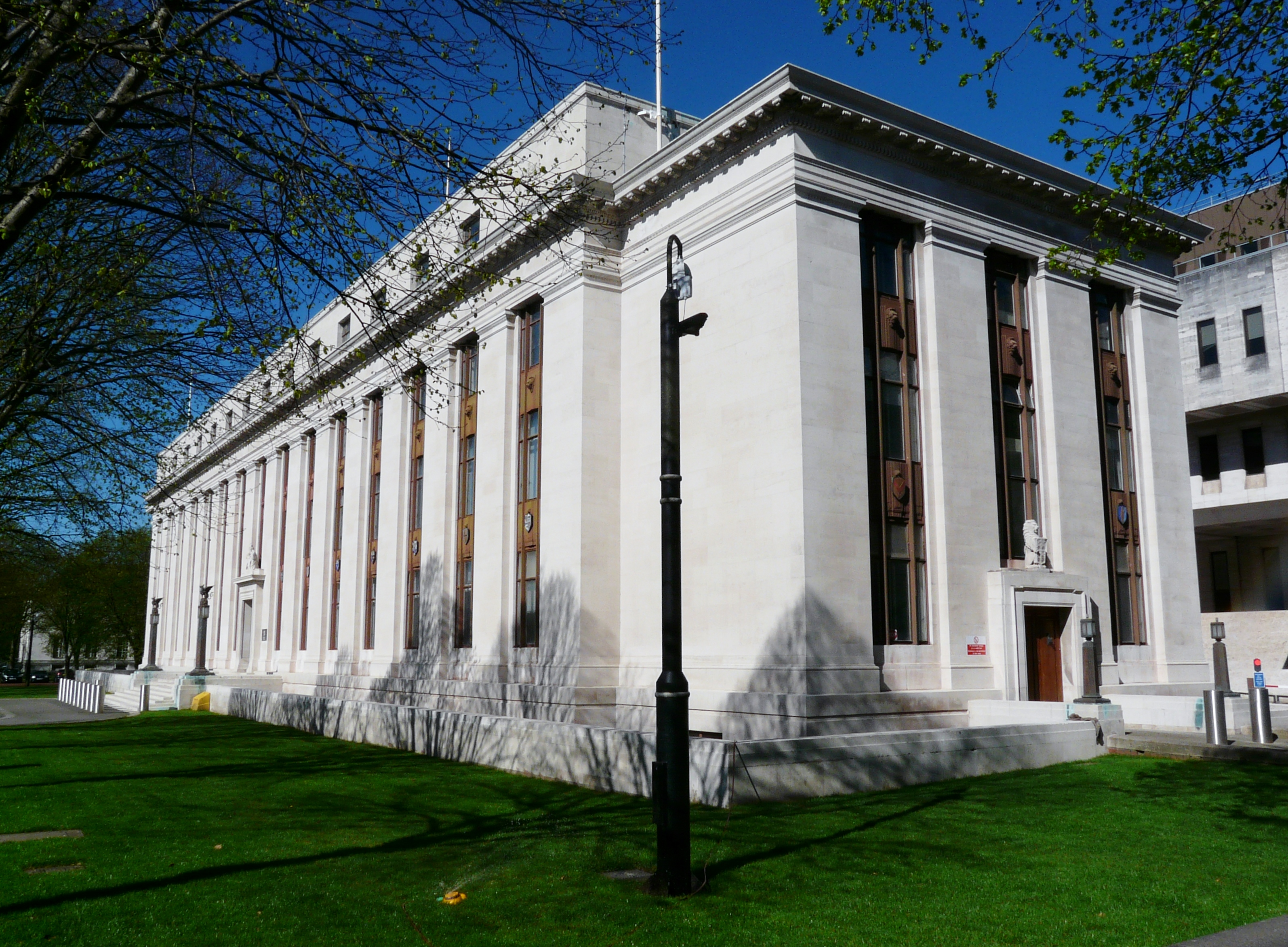
Un des bâtiments de la Couronne à Cardiff, qui accueille le ministère britannique puis l’exécutif de l’Assemblée galloise, devenu Gouvernement gallois.

### Mécanisme de révision découlant de la loi de 1994
Amendant la loi de 1972, le Local Government (Wales) Act 1994 attribue à la commission du tracé des limites de gouvernement local pour le pays de Galles la conduite d’une révision électorale des nouvelles zones principales à partir de 1995, omettant la révision des communautés. Toutefois, la loi de 1994 offre la possibilité au secrétaire d’État pour le Pays de Galles d’ordonner la conduite d’une révision, à l’échelle du pays de Galles, ou bien à celle d’une ou plusieurs zones de gouvernement local ou parties de celles, ou bien à celle d’un ou plusieurs comtés préservés ou parties de ceux-ci.

### Révisions territoriales à partir de 2013
Une loi galloise, le Local Government (Democracy) (Wales) Act 2013, met en place un système de révisions territoriales propre au pays de Galles. Parmi celles-ci, les révisions des limites de communautés sont conduites par les conseils principaux ou la commission de la démocratie locale et du tracé des limites pour le pays de Galles. Celles-ci, qui peuvent toucher une ou plusieurs communautés à l’échelle d’une zone principale, sont mises en place à la suite de circonstances particulières.

## Dénombrement

### Nombre total de communautés
Le dénombrement absolu des communautés est connu à chaque recensement de population réalisé par le Bureau pour les statistiques nationales (le « Swyddfa Ystadegau Gwladol » en gallois et l’« Office for National Statistics » en anglais). Il correspond au nombre de communautés en vigueur le « jour du recensement » (census day en anglais).
| Recensement | Organisme                                                  | Date     | Nombre de communautés |
| ----------- | ---------------------------------------------------------- | -------- | --------------------- |
| 1981 (en)   | Office of Population Censuses and Surveys                  | 5 avril  | —                     |
| 1991 (en)   | Office of Population Censuses and Surveys                  | 21 avril | —                     |
| 2001 (en)   | Office for National Statistics / Swyddfa Ystadegau Gwladol | 29 avril | 869                   |
| 2011 (en)   | Office for National Statistics / Swyddfa Ystadegau Gwladol | 27 mars  | 868                   |
| 2021 (en)   | Office for National Statistics / Swyddfa Ystadegau Gwladol | 21 mars  | 876                   |

### Nombre de communautés par zone principale
À chaque recensement de population, des données statistiques sont publiées concernant des divisions locales par zone principale. Le site Nomis, édité par l’université de Durham, propose notamment la base de données « PP002 », qui donne, pour chaque zone principale, le nombre d’habitants par communauté le dénombrement total des communautés à l’échelle de la zone principale. La géographie applicable est celle en vigueur en décembre 2022.
| Zone principale       | Zone principale          | Nombre de communautés | Nombre de communautés | Nombre de communautés | Nombre de communautés | Nombre de communautés |
| Anglais               | Gallois                  | Avec conseil          | Avec conseil          | Avec conseil          | Sans conseil          | Total                 |
| Anglais               | Gallois                  | Cités                 | Villes                | Communautés           | Sans conseil          | Total                 |
| --------------------- | ------------------------ | --------------------- | --------------------- | --------------------- | --------------------- | --------------------- |
| Blaenau Gwent         | Blaenau Gwent            |                       |                       |                       |                       | 12                    |
| Bridgend              | Pen-y-bont ar Ogwr       | 20                    |                       |                       |                       |                       |
| Caerphilly            | Caerffili                | 27                    |                       |                       |                       |                       |
| Cardiff               | Caerdydd                 | 36                    |                       |                       |                       |                       |
| Carmarthenshire       | Sir Gaerfyrddin          | 72                    |                       |                       |                       |                       |
| Ceredigion            | Sir Ceredigion           | 51                    |                       |                       |                       |                       |
| Conwy                 | Conwy                    | 35                    |                       |                       |                       |                       |
| Denbighshire          | Sir Ddinbych             | 1                     | 39                    |                       |                       |                       |
| Flintshire            | Sir y Fflint             |                       | 34                    |                       |                       |                       |
| Gwynedd               | Gwynedd                  | 1                     | 64                    |                       |                       |                       |
| Isle of Anglesey      | Sir Ynys Fôn             |                       | 40                    |                       |                       |                       |
| Merthyr Tydfil        | Merthyr Tudful           | 12                    |                       |                       |                       |                       |
| Monmouthshire         | Sir Fynwy                | 30                    |                       |                       |                       |                       |
| Neath Port Talbot     | Castell-nedd Port Talbot | 31                    |                       |                       |                       |                       |
| Newport               | Casnewydd                | 29                    |                       |                       |                       |                       |
| Pembrokeshire         | Sir Benfro               | 1                     | 77                    |                       |                       |                       |
| Powys                 | Powys                    |                       | 110                   |                       |                       |                       |
| Rhondda Cynon Taf     | Rhondda Cynon Taf        | 39                    |                       |                       |                       |                       |
| Swansea               | Abertawe                 | 41                    |                       |                       |                       |                       |
| Torfaen               | Tor-faen                 | 16                    |                       |                       |                       |                       |
| The Vale of Glamorgan | Bro Morgannwg            | 27                    |                       |                       |                       |                       |
| Wrexham               | Wrecsam                  | 34                    |                       |                       |                       |                       |
|                       |                          |                       |                       |                       |                       |                       |
| 3                     |                          |                       |                       |                       |                       |                       |

## Caractéristiques

### Démographiques
En termes de démographie, la taille moyenne d’une communauté est de 15 000 habitants. La ville de Barry constitue la communauté la plus peuplée du pays de Galles avec plus de 50 000 habitants. Les données démographiques sont connues à l’occasion de la publication des recensements de population, le dernier étant celui de 2021,.
| Zone principale       | Zone principale          | Communautés selon leur population résidentielle | Communautés selon leur population résidentielle | Communautés selon leur population résidentielle | Communautés selon leur population résidentielle | Communautés selon leur population résidentielle | Communautés selon leur population résidentielle | Référence |
| Anglais               | Gallois                  | Plus fort peuplement                            | Plus fort peuplement                            | Habitants                                       | Plus faible peuplement                          | Plus faible peuplement                          | Habitants                                       | Référence |
| Anglais               | Gallois                  | Anglais                                         | Gallois                                         | Habitants                                       | Anglais                                         | Gallois                                         | Habitants                                       | Référence |
| --------------------- | ------------------------ | ----------------------------------------------- | ----------------------------------------------- | ----------------------------------------------- | ----------------------------------------------- | ----------------------------------------------- | ----------------------------------------------- | --------- |
| Blaenau Gwent         | Blaenau Gwent            | Tredegar                                        | Tredegar                                        | 14 740                                          | Garnlydan                                       | Garnlydan                                       | 896                                             | Nomis     |
| Bridgend              | Pen-y-bont ar Ogwr       | Maesteg                                         | Maesteg                                         | 17 048                                          | Merthyr Mawr                                    | Merthyr Mawr                                    | 279                                             | Nomis     |
| Caerphilly            | Caerffili                | Gelligaer                                       | Gelli-gaer                                      | 18 484                                          | Rudry                                           | Rhydri                                          | 1 126                                           | Nomis     |
| Cardiff               | Caerdydd                 | Grangetown                                      | Grangetown                                      | 20 818                                          | Tongwynlais                                     | Tongwynlais                                     | 1 846                                           | Nomis     |
| Carmarthenshire       | Sir Gaerfyrddin          | Llanelli                                        | Llanelli                                        | 25 359                                          | Llanycrwys                                      | Llanycrwys                                      | 222                                             | Nomis     |
| Ceredigion            | Sir Ceredigion           | Aberystwyth                                     | Aberystwyth                                     | 10 707                                          | Ysgubor-y-coed                                  | Ysgubor-y-coed                                  | 287                                             | Nomis     |
| Conwy                 | Conwy                    | Llandudno                                       | Llandudno                                       | 19 734                                          | Ysbyty Ifan                                     | Ysbyty Ifan                                     | 189                                             | Nomis     |
| Denbighshire          | Sir Ddinbych             | Rhyl                                            | Y Rhyl                                          | 27 060                                          | Waen                                            | Waun                                            | 233                                             | Nomis     |
| Flintshire            | Sir y Fflint             | Connah’s Quay                                   | Cei Connah                                      | 16 771                                          | Nannerch                                        | Nannerch                                        | 449                                             | Nomis     |
| Gwynedd               | Gwynedd                  | Bangor                                          | Bangor                                          | 15 060                                          | Ganllwyd                                        | Y Ganllwyd                                      | 164                                             | Nomis     |
| Isle of Anglesey      | Sir Ynys Fôn             | Holyhead                                        | Caergybi                                        | 12 103                                          | Llaneugrad                                      | Llaneugrad                                      | 260                                             | Nomis     |
| Merthyr Tydfil        | Merthyr Tudful           | Town                                            | Y Dref                                          | 7 897                                           | Pant                                            | Pant                                            | 2 534                                           | Nomis     |
| Monmouthshire         | Sir Fynwy                | Chepstow                                        | Cas-gwent                                       | 11 969                                          | Skenfrith                                       | Ynysgynwraidd                                   | 678                                             | Nomis     |
| Neath Port Talbot     | Castell-nedd Port Talbot | Neath                                           | Castell-nedd                                    | 18 421                                          | Clyne and Melincourt                            | Y Clun a Melin-cwrt                             | 766                                             | Nomis     |
| Newport               | Casnewydd                | Rogerstone                                      | Tŷ-du                                           | 13 898                                          | Redwick                                         | Y Redwig                                        | 212                                             | Nomis     |
| Pembrokeshire         | Sir Benfro               | Milford Haven                                   | Aberdaugleddau                                  | 14 798                                          | Dale                                            | Dale                                            | 180                                             | Nomis     |
| Powys                 | Powys                    | Newtown and Llanllwchaiarn (en)                 | Y Drenewydd a Llanllwchaearn (cy)               | 11 345                                          | Llanwrthwl                                      | Llanwrthwl                                      | 183                                             | Nomis     |
| Rhondda Cynon Taf     | Rhondda Cynon Taf        | Pontypridd Town                                 | Tref Pontypridd                                 | 33 065                                          | Rhigos                                          | Y Rhigos                                        | 972                                             | Nomis     |
| Swansea               | Abertawe                 | Mumbles                                         | Y Mwmbwls                                       | 16 100                                          | Penrice                                         | Pen-rhys                                        | 355                                             | Nomis     |
| Torfaen               | Tor-faen                 | Cwmbran Central                                 | Cwmbrân Ganol                                   | 10 842                                          | Henllys                                         | Henllys                                         | 2 472                                           | Nomis     |
| The Vale of Glamorgan | Bro Morgannwg            | Barry                                           | Y Barri                                         | 53 369                                          | Michaelston-le-Pit and Leckwith                 | Llanfihangel-y-pwll a Lecwydd                   | 327                                             | Nomis     |
| Wrexham               | Wrecsam                  | Acton                                           | Gwaunyterfyn                                    | 13 103                                          | Ceiriog Ucha                                    | Ceiriog Uchaf                                   | 299                                             | Nomis     |

### Spatiales
À l’occasion de certains recensements de population, la superficie des communautés est connue au travers de base de données précises. Ainsi, celle de « KS101EW » proposée par le site Nomis, édité par l’université de Durham, donne la population de chaque communauté (all usual residents en anglais, littéralement, « tous les résidents habituels ») ainsi que sa superficie, exprimée en hectares, au 27 mars 2011, jour du recensement.
| Zone principale       | Zone principale          | Communautés selon leur étendue territoriale | Communautés selon leur étendue territoriale | Communautés selon leur étendue territoriale | Communautés selon leur étendue territoriale | Communautés selon leur étendue territoriale | Communautés selon leur étendue territoriale |
| Anglais               | Gallois                  | Plus grande surface                         | Plus grande surface                         | Superficie                                  | Plus petite surface                         | Plus petite surface                         | Superficie                                  |
| Anglais               | Gallois                  | Anglais                                     | Gallois                                     | Superficie                                  | Anglais                                     | Gallois                                     | Superficie                                  |
| --------------------- | ------------------------ | ------------------------------------------- | ------------------------------------------- | ------------------------------------------- | ------------------------------------------- | ------------------------------------------- | ------------------------------------------- |
| Blaenau Gwent         | Blaenau Gwent            | Tredegar                                    | Tredegar                                    | 3 167,56                                    | Ebbw Vale North                             | Gogledd Glynebwy                            | 248,95                                      |
| Bridgend              | Pen-y-bont ar Ogwr       | Ogmore Valley                               | Cwm Ogwr                                    | 3 846,96                                    | Ynysawdre                                   | Ynysawdre                                   | 191,34                                      |
| Caerphilly            | Caerffili                | Rudry                                       | Rhydri                                      | 2 344,85                                    | Cefn Fforest                                | Cefn Fforest                                | 69,36                                       |
| Cardiff               | Caerdydd                 | Pentyrch                                    | Pentyrch                                    | 1 839,73                                    | Adamsdown                                   | Adamsdown                                   | 106,68                                      |
| Carmarthenshire       | Sir Gaerfyrddin          | Cynwyl Gaeo                                 | Cynwyl Gaeo                                 | 10 839,85                                   | Newcastle Emlyn                             | Castellnewydd Emlyn                         | 290,76                                      |
| Ceredigion            | Sir Ceredigion           | Llanddewi Brefi                             | Llanddewi Brefi                             | 11 266,00                                   | Aberaeron                                   | Aberaeron                                   | 158,28                                      |
| Conwy                 | Conwy                    | Llansannan                                  | Llansannan                                  | 9 540,77                                    | Mochdre                                     | Mochdre                                     | 280,88                                      |
| Denbighshire          | Sir Ddinbych             | Corwen                                      | Corwen                                      | 6 951,43                                    | Dyserth                                     | Diserth                                     | 372,30                                      |
| Flintshire            | Sir y Fflint             | Halkyn                                      | Helygain                                    | 2 859,80                                    | Shotton                                     | Shotton                                     | 233,75                                      |
| Gwynedd               | Gwynedd                  | Trawsfynydd                                 | Trawsfynydd                                 | 12 010,17                                   | Bala                                        | Y Bala                                      | 241,94                                      |
| Isle of Anglesey      | Sir Ynys Fôn             | Llanddyfnan                                 | Llanddyfnan                                 | 4 322,63                                    | Menai Bridge                                | Porthaethwy                                 | 350,20                                      |
| Merthyr Tydfil        | Merthyr Tudful           | Vaynor                                      | Y Faenor                                    | 2 844,21                                    | Penydarren                                  | Penydarren                                  | 112,93                                      |
| Monmouthshire         | Sir Fynwy                | Crucorney                                   | Crucornau                                   | 7 155,95                                    | Usk                                         | Brynbuga                                    | 266,31                                      |
| Neath Port Talbot     | Castell-nedd Port Talbot | Glyncorrwg (en)                             | Glyncorrwg (en)                             | 5 595,50                                    | Sandfields East                             | Dwyrain Traethmelyn                         | 167,22                                      |
| Newport               | Casnewydd                | Wentlooge                                   | Gwynllŵg (cy)                               | 1 596,61                                    | Victoria                                    | Victoria                                    | 94,28                                       |
| Pembrokeshire         | Sir Benfro               | Nevern                                      | Nanhyfer                                    | 6 132,81                                    | Neyland                                     | Neyland                                     | 197,78                                      |
| Powys                 | Powys                    | Rhayader                                    | Rhaeadr Gwy                                 | 13 731,03                                   | Hay                                         | Y Gelli                                     | 149,78                                      |
| Rhondda Cynon Taf     | Rhondda Cynon Taf        | Hirwaun                                     | Hirwaun                                     | 5 909,36                                    | Trehafod                                    | Trehafod                                    | 163,10                                      |
| Swansea               | Abertawe                 | Mawr                                        | Mawr                                        | 5 780,82                                    | Pen-rhys                                    | Pen-rhys                                    | 150,35                                      |
| Torfaen               | Tor-faen                 | Abersychan                                  | Abersychan                                  | 2 476,25                                    | Pontnewydd                                  | Pontnewydd                                  | 209,73                                      |
| The Vale of Glamorgan | Bro Morgannwg            | Llancarfan                                  | Llancarfan                                  | 2 596,51                                    | Llandough                                   | Llandochau                                  | 161,76                                      |
| Wrexham               | Wrecsam                  | Ceiriog Ucha                                | Ceiriog Uchaf                               | 5 409,55                                    | Rhosddu                                     | Rhos-ddu                                    | 219,98                                      |